# Inal
El príncipe Inal o Yinal (en adigué: Инал) llamado Inal el Grande en las fuentes georgianas, fue un príncipe adigué medieval de mediados del siglo XV que es considerado el ancestro de las dinastías principescas que gobernaron a las etnias kabardiana, besleneyevtsy, temirgoyevtsy y jatukái. 
De origen hegayk, consiguió unir a las tribus adigué en un solo estado en Circasia y Abjasia, en el que cada tribu gobernaba sobre su territorio y mantenía a su clase gobernante. En 1453, repartió sus territorios. Murió en 1458.